# 和弦

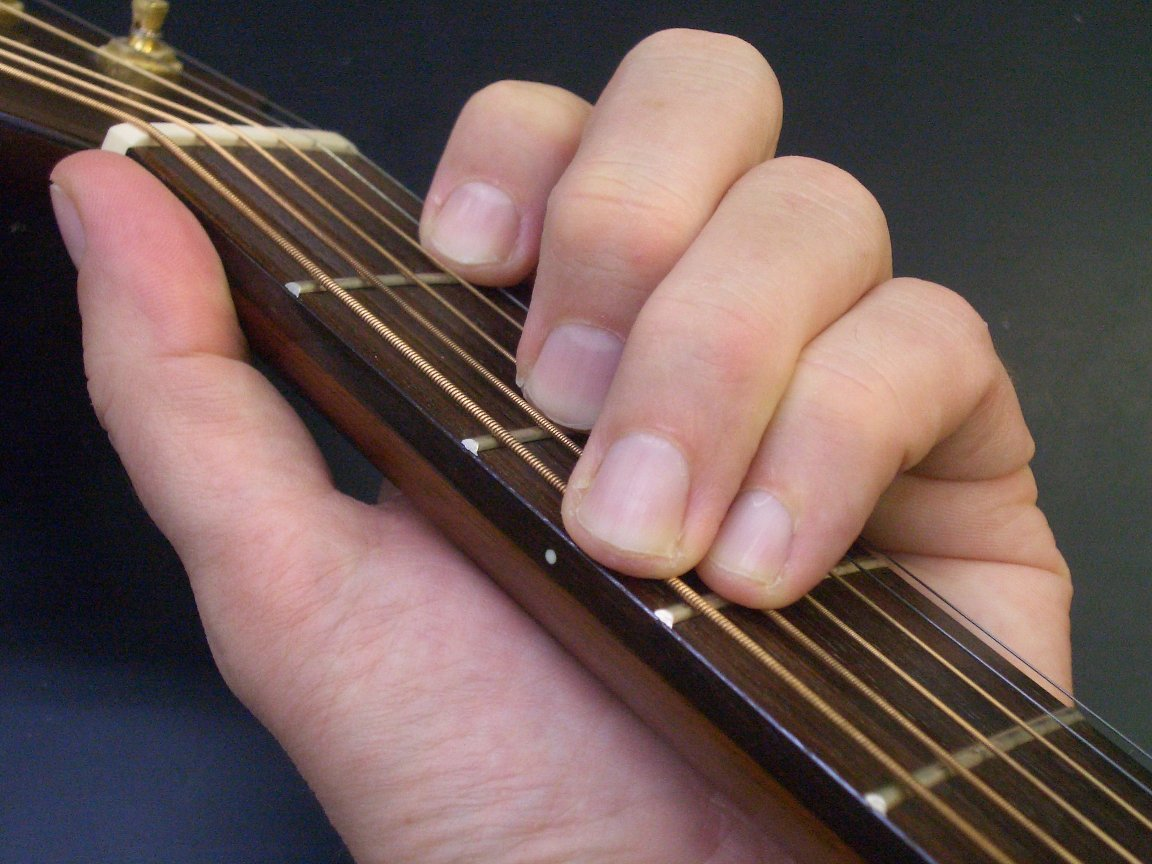
在吉他上彈奏一個C大三和弦第二轉位的常見指法

和弦（chord）源自希臘文χορδή，原意是指弦線。在音樂理論裏，是指組合在一起的兩個以上不同音高的音。在歐洲古典音樂及受其影響的音樂風格裏，更多時候是指三個或以上的音高組合，而兩個音高的組合則以音程來描述。和弦的組成音，可分開演奏，亦可同時演奏。分開演奏的，稱為分解和弦（或分散和弦）。和弦有三度疊置及非三度疊置之分，在西方傳統和聲中的和弦，均按照三度疊置的原則構成。
和弦的標記方式有很多種，巴洛克音樂經常以數字低音來標記和弦，古典音樂經常以羅馬數字來標記和弦，爵士樂和流行音樂經常以音名的英文字母來標記和弦。

## 種類
和弦的結構類型很多，如果按照組成音的多寡來區分，和弦可以分為三和弦（triads）、七和弦（sevenths）及九和弦（ninths）等。三和弦是由三個音組成，七和弦是由四個音組成，九和弦則由五個音組成。這些和弦又可用音程結構來細分，例如三和弦可以分為大和弦（major chord）、小和弦（minor chord）、增和弦（augmented chord）、減和弦（diminished chord）四種形態。

### 三和弦
一个音和上三度、五度的音构成的和弦称为三和弦。如前所述，三和弦可以再分为大三和弦、小三和弦、增三和弦和减三和弦。
下表为三和弦一览，和弦名（流行曲）以C为根音作为例子，和弦名（古典音樂）的调式主和弦为T，在此以I为基音作为例子。
|          | 組成音程        | 組成音程        | 和弦名（流行）                          | 和弦名（古典） | 音符    | 音訊  |
| 三度     | 五度            |                 | 和弦名（流行）                          | 和弦名（古典） | 音符    | 音訊  |
| -------- | --------------- | --------------- | --------------------------------------- | -------------- | ------- | ----- |
| 大三和弦 | 大三度（4半音） | 纯五度（7半音） | C、CM、Cmaj、CΔ                         | I              | C-E-G   | 播放ⓘ |
| 小三和弦 | 小三度（3半音） | 纯五度（7半音） | Cm、Cmin、C-、C-Δ                       | i              | C-E♭-G  | 播放ⓘ |
| 增三和弦 | 大三度（4半音） | 增五度（8半音） | Caug、C+、C+5、C(♯5)、C+Δ、CΔ+5、CΔ(♯5) | I+             | C-E-G♯  | 播放ⓘ |
| 减三和弦 | 小三度（3半音） | 減五度（6半音） | Cdim、Co、CoΔ、Cm-5、Cm(♭5)             | io             | C-E♭-G♭ | 播放ⓘ |

古典音樂的和弦記號是和調性（key）互相對應的。羅馬數目字代表和弦的根音（root）在那個調音階裏的位置。例如在C大調音階上，I, ii, iii, IV, V, vi viio相等於流行音樂的C, Dm, Em, F, G, Am, Bdim和弦。而在A小調，i, iio, III, iv, V, VI, viio相等於流行音樂的Am, Bdim, C, Dm, E, F, G#dim。
| 罗马数字分析法 | 斯波索宾和声功能分析法（页面存档备份，存于） | 里曼主义和声功能分析法 | C自然大调中的三和弦(順階和弦) |
| -------------- | -------------------------------------------- | ---------------------- | ----------------------------- |
| I              | T                                            | T                      | C                             |
| II             | SII                                          | Sp                     | Dm                            |
| III            | DTIII                                        | Dp/Tg                  | Em                            |
| IV             | S                                            | S                      | F                             |
| V              | D                                            | D                      | G                             |
| VI             | TSVI                                         | Tp/(Sg)                | Am                            |
| VII°           | DVII                                         | Đ7                     | Bdim                          |

| 罗马数字分析法 | 斯波索宾和声功能分析法（页面存档备份，存于） | 里曼主义和声功能分析法 | C自然小调中的三和弦 (順階和弦) |
| -------------- | -------------------------------------------- | ---------------------- | ------------------------------ |
| I              | T                                            | T                      | Cm                             |
| II°            | sII                                          |                        | Ddim                           |
| III            | dtIII                                        | tP / (dG)              | E♭                             |
| IV             | s                                            | s                      | Fm                             |
| V              | d                                            | d                      | Gm                             |
| VI             | tsVI                                         | sP / tG                | A♭                             |
| VII            | dVII                                         | dP                     | B♭                             |

### 七和弦
由四個音，按照三度關係疊置的，稱為七和弦。當七和弦中的四個音按三度排列時，最下方三個音的名稱與三和弦相同，分別為「根音」、「三音」、「五音」，而根音上方的七度音，即稱為「七音」。常用的七和弦，可分為五種：屬七和弦／大小七和弦（Dominant 7th／Major minor 7th）、大七和弦（Major 7th）、小七和弦（minor 7th）、半減七和弦（half-diminished 7th）、減七和弦（diminished 7th）。除上述五种常见的七和弦外，还有增七和弦（Augmented Major 7th）、小大七和弦（minor Major 7th）等其他类型的七和弦。
| 常用名称   | 系统名称   | 音程           | 音程           | 音程            | 和弦名（C為根音範例）         | 附注                          |
| ---------- | ---------- | -------------- | -------------- | --------------- | ----------------------------- | ----------------------------- |
| 屬七和弦   | 大小七和弦 | 大3度（4半音） | 純5度（7半音） | 小7度（10半音） | C7、CMm7                      | 相當於大三和弦（M） +小七度   |
| 大七和弦   | 大大七和弦 | 大3度（4半音） | 純5度（7半音） | 大7度（11半音） | CM7、CMM7、Cmaj7              | 相當於大三和弦（M） +大七度   |
| 小七和弦   | 小小七和弦 | 小3度（3半音） | 純5度（7半音） | 小7度（10半音） | Cm7、Cmm7、C-7                | 相當於小三和弦（m） +小七度   |
| 小大七和弦 | 小大七和弦 | 小3度（3半音） | 純5度（7半音） | 大7度（11半音） | CmM7                          | 相當於小三和弦（m） +大七度   |
| 半減七和弦 | 减小七和弦 | 小3度（3半音） | 减5度（6半音） | 小7度（10半音） | Chalf-dim7、 Cm7-5、Cm7（♭5） | 相當於減三和弦（dim） +小七度 |
| 減七和弦   | 减减七和弦 | 小3度（3半音） | 减5度（6半音） | 減7度（9半音）  | Cdim7、 Co7                   | 相當於減三和弦（dim） +減七度 |
| 增七和弦   | 增小七和弦 | 大3度（4半音） | 增5度（8半音） | 小7度（10半音） | Caug7、C7（#5）               | 相當於增三和弦（aug） +小七度 |
| 增大七和弦 | 增大七和弦 | 大3度（4半音） | 增5度（8半音） | 大7度（11半音） | CaugM7、C+M7                  | 相當於增三和弦（aug） +大七度 |

在古典音樂裏，七和弦到底包含哪一些音，是由調性決定的。例如C大調音階包含了C,D,E,F,G,A,B七個音。I7相等於CM7和弦，包含了C,E,G,B四個音，即是由C大三和弦及大七度組成。V7相等於G7和弦，包含G,B,D,F四個音，即是由G大三和弦及小七度組成。而ii7相等於Dm7和弦，包含了D,F,A,C四個音，即是由D小三和弦及小七度組成。故此在古典音樂裏，不同的和弦加上7字，會產生不同的七和弦。
七和弦皆屬於不協和和弦，因為所有七和弦的音程結構中，都有不協和的七度音程。

### 九和弦、十一和弦、十三和弦
任意一種七和弦，按照三度音程叠置的和弦。
| 和弦     | 說明                                     | 代號(根音C範例)                                     |
| -------- | ---------------------------------------- | --------------------------------------------------- |
| 九和弦   | 對應的七和弦再加上根音上方的第九度音     | C9(屬九和弦) Cmaj9(大九和弦) Cm9(小九和弦)          |
| 十一和弦 | 對應的九和弦再加上根音上方的第十一度音   | C11(屬十一和弦) Cmaj11(大十一和弦) Cm11(小十一和弦) |
| 十三和弦 | 對應的十一和弦再加上根音上方的第十三度音 | C13(屬十三和弦) Cmaj13(大十三和弦) Cm13(小十三和弦) |

### 六和弦
六和弦是包含六度音程的和弦。例如C6是指一個C大三和弦，加上一個大六度音程，Cm6是指一個C小三和弦，加上一個大六度音程。除此之外，还有“增六和弦”、“减六和弦”、“拿坡里六和弦”等。
增六和弦有意大利增六和弦（It6）、德國增六和弦（Ger6）、法國增六和弦（Fr6）等三種：
- 意大利增六和弦（It6）

由四級和弦（IV）的第一轉位升最高音（根音）、降最低音（三音）而形成；C大調中組成音為A♭、C、F#

从和声功能上来分析，则是由重属导三和弦（DDVII 即属和弦V的导和弦vii°，即F#、A、C)的第一转位降低三音(A♭)而形成，其功能记号标作♭3DDVII₆或简写为DD增6。
- 法國增六和弦（Fr6）

由二級七和弦（ii7）的第二轉位升最高音（三音）、降最低音（五音）而形成；C大調中組成音為A♭、C、D、F# 

从和声功能上来分析，则是由重属七和弦（DD7 即属和弦V的属七和弦V⁷，即D、F#、A、C)的第二转位降低五音(A♭)而形成，其功能记号标作♭5DD{\displaystyle _{3}^{4}}或简写为DD增{\displaystyle _{3}^{4}}。
- 德國增六和弦（Ger6）

由四級七和弦（IV7）的第一轉位升最高音（根音）、降最低音（三音）、降七音而形成；C大調中組成音為A♭、C、E♭、F# 

从和声功能上来分析，则是由重属导七和弦（DDVII₇ 即属和弦V的导七和弦vii°⁷，即F#、A、C、E♭)的第一转位降低三音(A♭)而形成，其功能记号标作♭3DDVII{\displaystyle _{5}^{6}}或简写为DD增{\displaystyle _{5}^{6}}。
三者皆進行到屬和弦（V）解決；其中，德國增六和弦（Ger6）因性質接近屬七和弦（V7）而最常被使用
拿坡里六和弦（Neapolitan sixth chord, N6，又译作那不勒斯六和弦）為二級的第一轉位，大調降根、降五音。小調降根音。功能屬於下屬和弦（IV），進行至屬和弦（V）解決
从和声功能上来分析，则是由带有小下属功能的二级和弦（sII 即ii°）的第一转位降低根音而形成，其功能记号标作♭1sII₆。

### 挂留和弦
挂留和弦（suspended chord）最常見的做法是將音階上的第4音來取代原本的3音，使之距根音为纯4度所形成的和弦（sus4 chord），因其3音被取代，沒有大和弦與小和弦的聲響，因此和弦聽起來較為中性。掛留和弦會帶來緊張的感覺，古典樂理作用是增加音樂的張力（tension），所以在和弦的彈奏上，需要再解決（release）到原本的和弦；但爵士樂理就可不解決。

## 延伸閱讀
- Benward, Bruce & Saker, Marilyn (2002). Music in Theory and Practice, Volumes I & II (7th ed.). New York: McGraw Hill. ISBN 0-07-294262-2.
- Mailman, Joshua B.  (PDF). Music Theory Spectrum. 2015, 37 (2): 224–52.
- Persichetti, Vincent. . New York: W. W. Norton. 1961. ISBN 0-393-09539-8. OCLC 398434.
- Schejtman, Rod. . The Piano Encyclopedia. 2008  [2020-05-03]. ISBN 978-987-25216-2-2. （原始内容存档于2018-08-31）.

## 外部連結
- 维基语录上有关和弦的语录
- 维基共享资源上的相關多媒體資源：和弦